# El fin de la cría de animales
El fin de la cría de animales: cómo los científicos, emprendedores y activistas están construyendo un sistema alimentario libre de animales (en inglés: The End of Animal Farming: How Scientists, Entrepreneurs, and Activists Are Building an Animal-Free Food System) es un libro de Jacy Reese, publicado en 2018. Este argumenta que la cría de animales terminará en el año 2100 basado en un razonamiento de altruismo efectivo y una estrategia de movimiento social. El psicólogo Steven Pinker declaró que el libro «coloca el tema de la ganadería industrial o producción industrial de carne en el contexto del progreso humano y presenta argumentos convincentes sobre cómo debemos enfrentarlo hoy en día».

## Resumen
El libro comienza esbozando los principios del altruismo efectivo y detallando la historia del progreso moral de la humanidad a lo largo de milenios. Luego documenta el estado actual de la producción industrial de carne y el movimiento contra la cría de animales en granjas que busca reformar o abolir la ganadería intensiva. El resto del libro pasa luego por varias estrategias que están siendo cada vez más utilizadas como las campañas por la compra de huevos de gallinas sin jaula, el activismo vegetariano y las tecnologías alimentarias como la agricultura celular. Se argumenta a favor de un enfoque estratégico para cambiar las instituciones en lugar de cambiar los individuos, un enfoque en los llamados eventos desencadenantes, una retórica que enfatiza el cómo comer alimentos libres de animales en lugar del por qué, la utilización de historias antes de compartir estadísticas sobre la cría de animal, y finalmente un uso selectivo del activismo de confrontación. El libro termina volviendo al círculo moral en expansión y argumentando que los defensores deben generar una amplia comprensión moral en lugar de abordar las cuestiones morales una por una.

## Recepción
La cobertura del libro fue positiva, destacando la tesis provocativa del libro y la aparición contemporánea de productos alimenticios de base celular. Algunos críticos destacaron los antecedentes de Reese, que creció en Texas cerca de ranchos de ganado, mientras que señalaron los desafíos de llegar a una amplia audiencia con un mensaje vegano convencional Molly Brown en GeekWire y Kelsey Piper en Vox destacaron la transición de la "diatriba vegana" convencional a enfoques centrados en el atractivo para el consumidor de masas y la tecnología alimentaria innovadora El libro fue elogiado por su perspectiva optimista a pesar de la gravedad de la agricultura industrial.
El libro tuvo algunas críticas de la revista Asuntos Actuales debido a su enfoque en el altruismo efectivo. Nathan J. Robinson escribió:

El fin de la cría de animales está escrito desde el punto de vista del "altruismo efectivo", y tiene tanto las mejores como las peores tendencias de ese movimiento. En el mejor de los casos, los altruistas efectivos ayudan a afinar nuestro razonamiento moral, y se centran en ser útiles en lugar de parecer virtuosos. Pueden ver eso en el enfoque de Reese: Quiere convencerte de que terminar con la cría de animales es "posible", y establecer una serie de pasos para lograrlo, no sólo mostrar que es importante. De hecho, pasa poco tiempo dedicado a los aspectos morales, que son bastante simples, y la mayor parte del libro está dedicado a las soluciones. Desafortunadamente, las cualidades frustrantes de los "altruistas efectivos" también se exhiben en el libro. En un capítulo sobre cómo podríamos "ampliar aún más" nuestro círculo moral, Reese analiza algunas de las otras causas favoritas del movimiento animalista (como evitar que una criatura artificialmente inteligente esclavice a la humanidad) y reflexiona sobre cuestiones morales acerca de la colonización del espacio y los derechos civiles de los futuros sirvientes de los robots. Este altruismo excéntrico no se basa en pruebas, sino en experimentos de pensamiento sobre posibles futuros distantes (Reese menciona la "emulación de todo el cerebro"), y hace que algunos adeptos al movimiento animalista piensen que su tiempo se emplea sabiamente en tratar de ayudar a prevenir el hipotético sufrimiento futuro, más que el sufrimiento presente real. (Sin embargo, si "estamos" para basar nuestras acciones en la maximización de la felicidad futura, el uso más eficiente de su tiempo es trabajar hacia el establecimiento de la utopía socialista). Estoy agradecido de que Reese elija pasar su tiempo con los animales

Un extracto del libro sobre el tema de la agricultura animal humanitaria fue presentado en The Guardian.
Maneka Gandhi dijo del libro, "La historia ha estado marcada por puntos de inflexión como la invención de la electricidad y el advenimiento de la tecnología de la información. 'The End of Animal Farming' argumenta persuasivamente que la próxima revolución será una transición global a la carne y la leche no animal. La revolución de los alimentos sin animales salvará al mundo, y este libro está marcando el camino." 